# St. Johannis (Feuchtwangen)

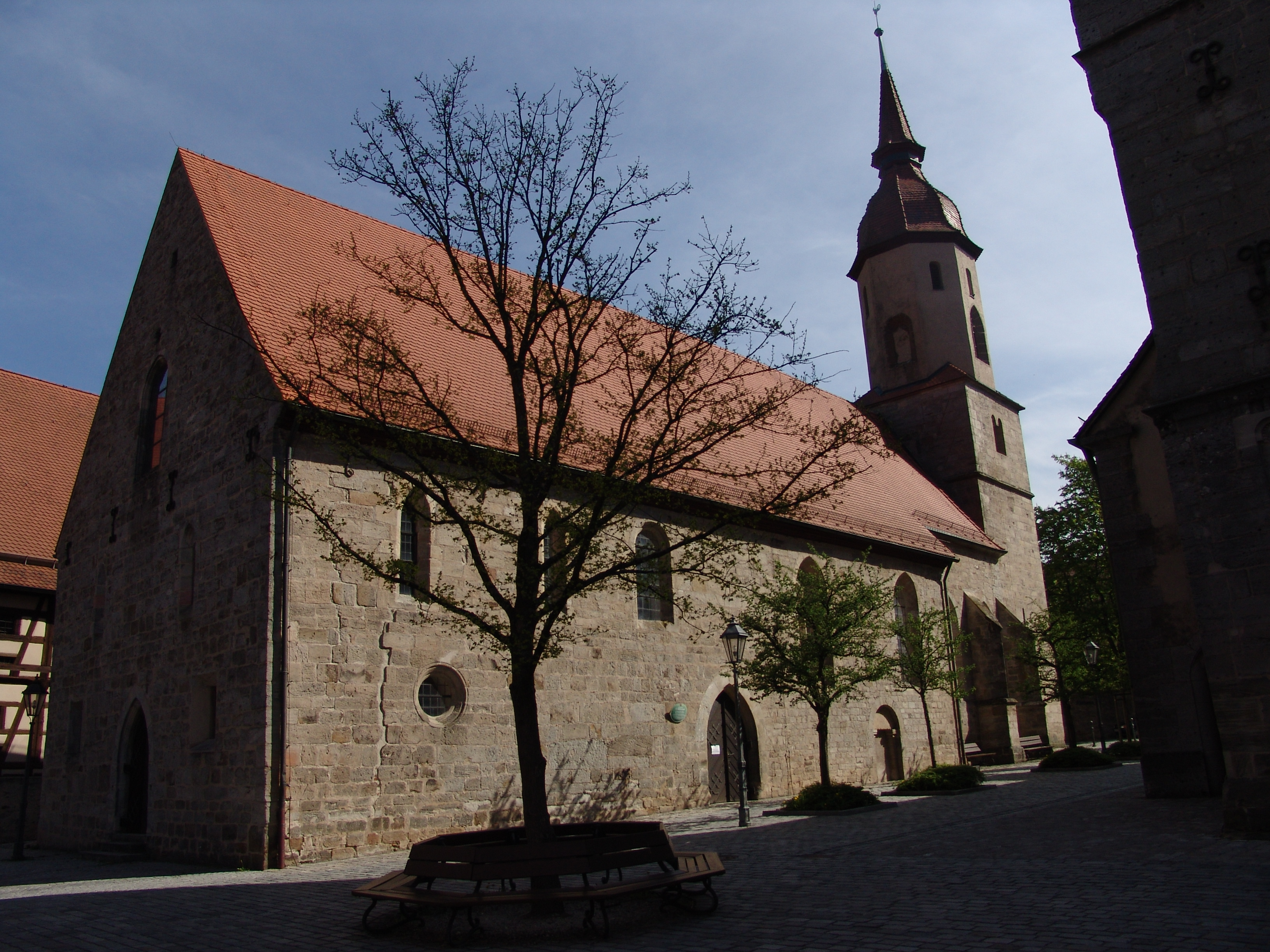
St. Johannis (Feuchtwangen)

Die evangelische, denkmalgeschützte Kirche St. Johannis steht in Feuchtwangen, eine Stadt im Landkreis Ansbach (Mittelfranken, Bayern). Das Bauwerk ist unter der Denkmalnummer D-5-71-145-49 als Baudenkmal in der Bayerischen Denkmalliste eingetragen. Die Kirchengemeinde gehört zur Pfarrei Feuchtwangen im Dekanat Feuchtwangen im Kirchenkreis Ansbach-Würzburg der Evangelisch-Lutherischen Kirche in Bayern.

## Beschreibung
Die im Kern romanische Saalkirche aus Quadermauerwerk wurde laut Bauinschrift 1414 erbaut. Sie besteht aus einem Langhaus, an das sich im Osten ein eingezogener Chor mit 5/8-Schluss anschließt, an dessen Ende der Choranschlussturm steht, der 1484 oktogonal aufgestockt wurde. In seinem Glockenstuhl hängen vier Kirchenglocken. Seine Haube erhielt er erst 1805. Die Wände des Chors werden von Strebepfeilern gestützt, um den Gewölbeschub des Kreuzrippengewölbes aufzufangen, das seinen Innenraum überspannt. 
Im Chor befindet sich noch das Chorgestühl. Der mit einer L-förmigen Empore ausgestattete Innenraum des Langhauses ist mit einem hölzernen Tonnengewölbe überspannt. In ihm befindet sich ein Sakramentshaus aus der 2. Hälfte des 15. Jahrhunderts. Aus der 1. Hälfte des 15. Jahrhunderts stammen die Kanzel und das Taufbecken. Der Altar wurde um 1680 gebaut, er enthält in dem Altarretabel eine Kreuzigungsgruppe, die bereits um 1500 entstanden ist. Die Orgel auf der Empore an der Längsseite hat heute 18 Register, zwei Manuale und Pedal. Sie wurde ursprünglich 1930 von Georg Holländer unter Verwendung älteren Materials errichtet, und später mehrfach umgebaut und erweitert.